# Moulin Gustot
Le moulin Gustot est un moulin à vent classé situé à Opprebais, section de la commune belge d'Incourt en Brabant wallon.

## Localisation
Visible de loin, le moulin se dresse sur le plateau le long de la rue du moulin, à l'extrémité ouest du village d'Opprebais dont il signale l'accès.

## Description
Le moulin à vent est composée d'un volume tronconique en briques blanchies, qui conserve une partie du mécanisme, .
D'une hauteur de 13 m, il est du type à calotte tournante.

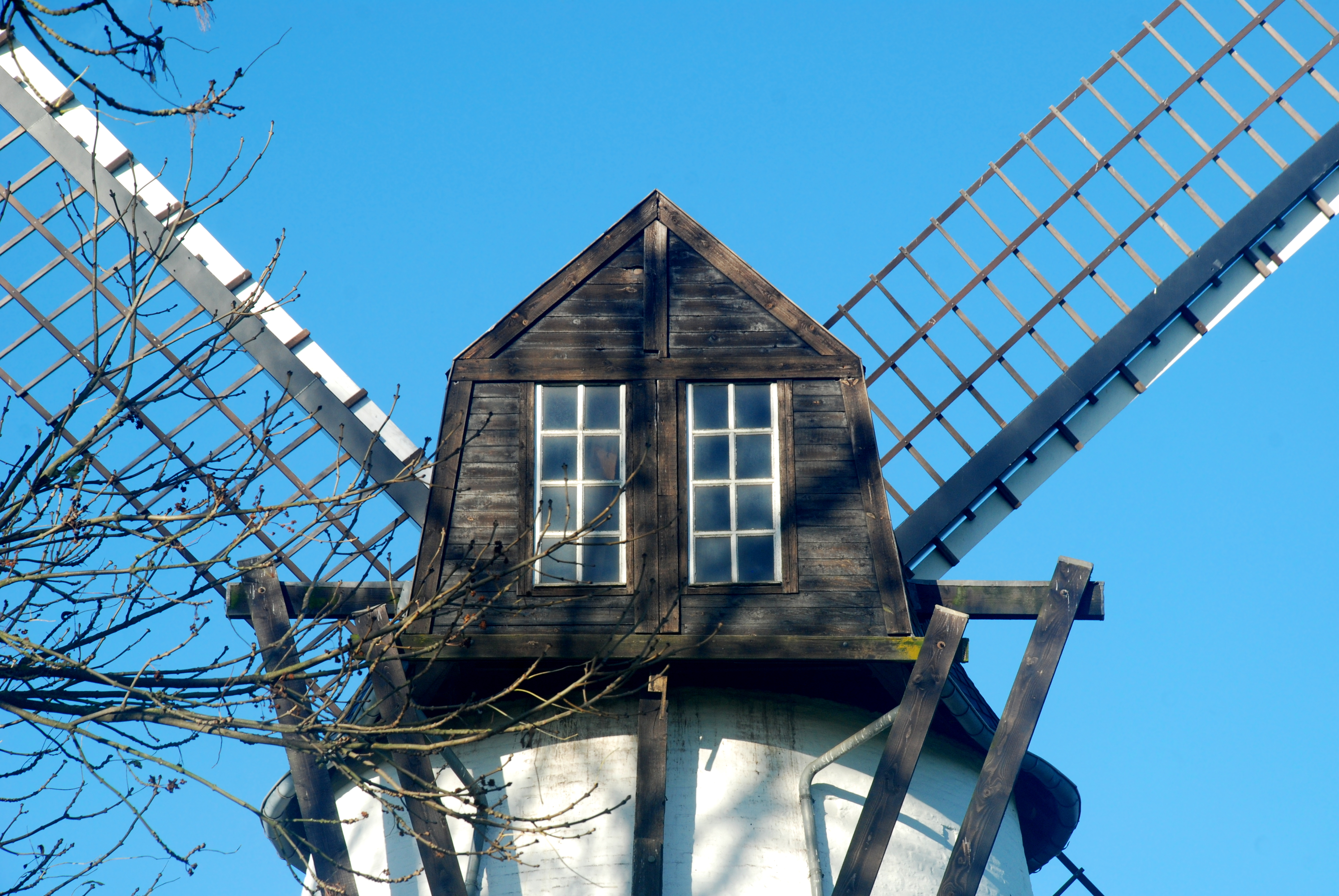
Vue de la calotte tournante.

## Historique
Le moulin Gustot  est le seul survivant des quatre moulins que comptait le village d'Opprebais au XIXe siècle, à savoir deux moulins à eau (le moulin seigneurial et le moulin Charlet) et deux moulins à vent (le moulin Gustot et le moulin Gerondalle).
Le moulin initial fut élevé en 1826 par un certain Rosy : il fut construit en bois sur un socle octogonal fait de briques,.
Il fut ensuite reconstruit entièrement en briques par des meuniers, les frères Gustot, sur base d'une autorisation reçue le 11 avril 1850,,,.
Resté en activité jusqu'en 1927, il connut ensuite le déclin et de nombreuses dégradations.
Alors qu'il ne subsistait plus qu'une partie de la tour, le moulin fut racheté en 1960 et le nouveau propriétaire procéda à sa restauration complète : la calotte pivotante et les ailes ont été restituées lors de cette restauration qui eut lieu en 1961-1962,,.
Le moulin Gustot et le site qu'il occupe sont rachetés en 1991 par la commune d'Incourt : le moulin subit une nouvelle restauration en 1995-1998 dans le cadre d'une opération de développement rural.
Au début du mois de janvier 2012, le moulin est amputé d'une de ses ailes par une tempête. La calotte est également abîmée ainsi que certaines pièces du mécanisme. Il faudra 15 mois avant que le moulin ne retrouve de nouvelles ailes en acier galvanisé venues de Hollande.
Le 4 février 2014, le moulin Gustot fait l'objet d'un classement au titre des monuments historiques de Wallonie sous la référence 25043-CLT-0007-01.
|  |  |  |

## Folklore
Ce site d'un grand intérêt paysager accueille au mois de juin la fête du pain, chaque année depuis 2002, avec une interruption due à la restauration qui a suivi l'accident de 2012
.